# Riacho de Santo Antônio
Riacho de Santo Antônio là một đô thị thuộc bang Paraíba, Brasil. Đô thị này có diện tích 91,322 km², dân số năm 2007 là 1406 người, mật độ 15,4 người/km².